# Taiwans ishockeyförbund
Taiwans ishockeyförbund (under namnet Kinesiska Taipei) ordnar med organiserad ishockey i Taiwan. Det inträdde i IIHF den 1 september 1983.

### Fotnoter
1. ↑  ”Chinese Taipei”. International Ice Hockey Federation. http://www.iihf.com/de/iihf-home/countries/chinese-taipei/. Läst 9 april 2012.